# Fimbristylis pilifera
Fimbristylis pilifera är en halvgräsart som beskrevs av William Vincent Fitzgerald. Fimbristylis pilifera ingår i släktet Fimbristylis och familjen halvgräs. Inga underarter finns listade i Catalogue of Life.